# Lazzaro Papi

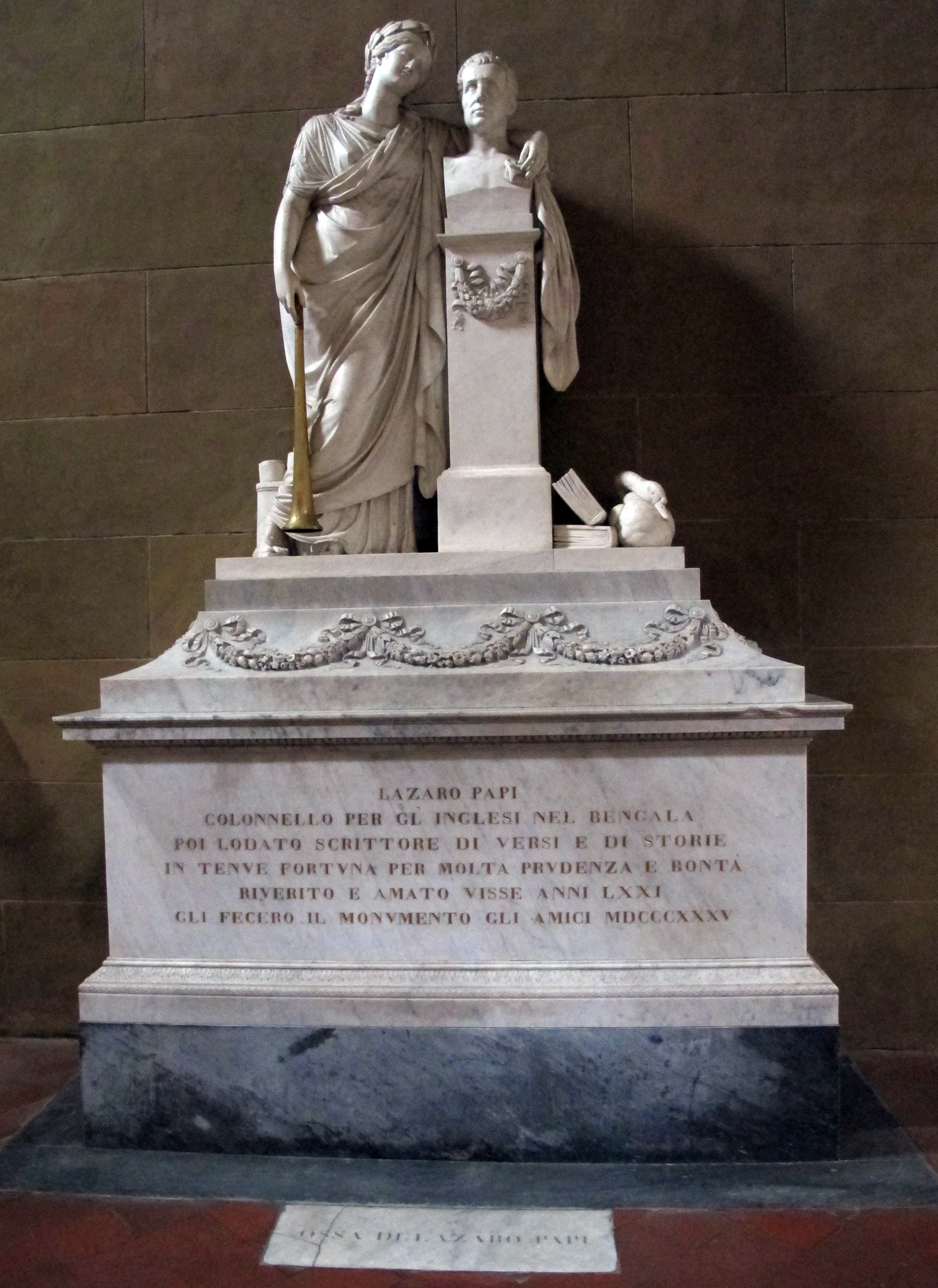
Monumento funebre in San Frediano di Lucca, di Luigi Pampaloni

Lazzaro Papi (Pontito, 23 ottobre 1763 – Lucca, 25 dicembre 1834) è stato uno scrittore, storico della letteratura e militare italiano, seminarista,  letterato, colonnello  dei lancieri del Bengala, mercante.

## Biografia

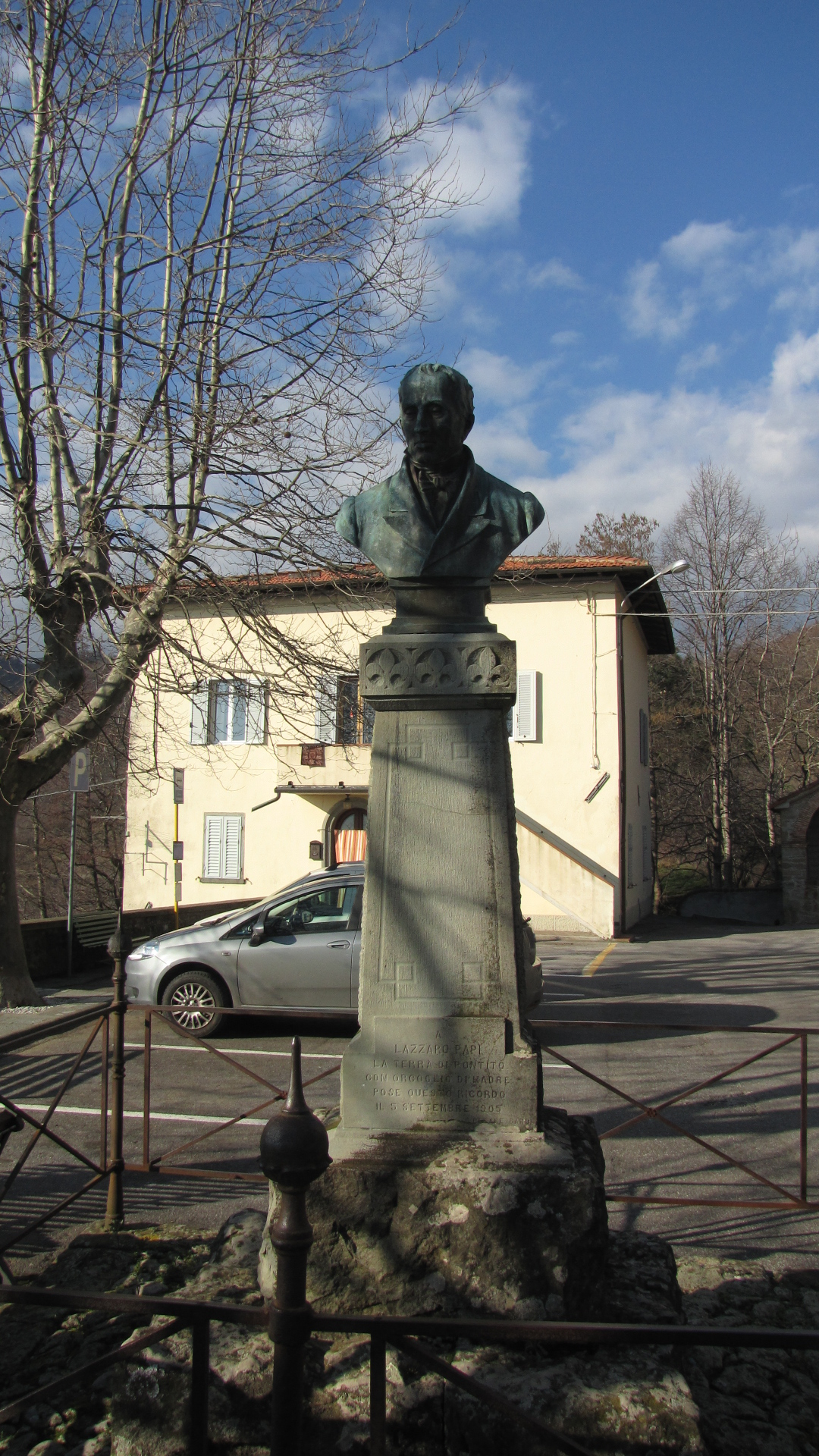
Monumento a Lazzaro Papi nella piazza principale del paese natale Pontito

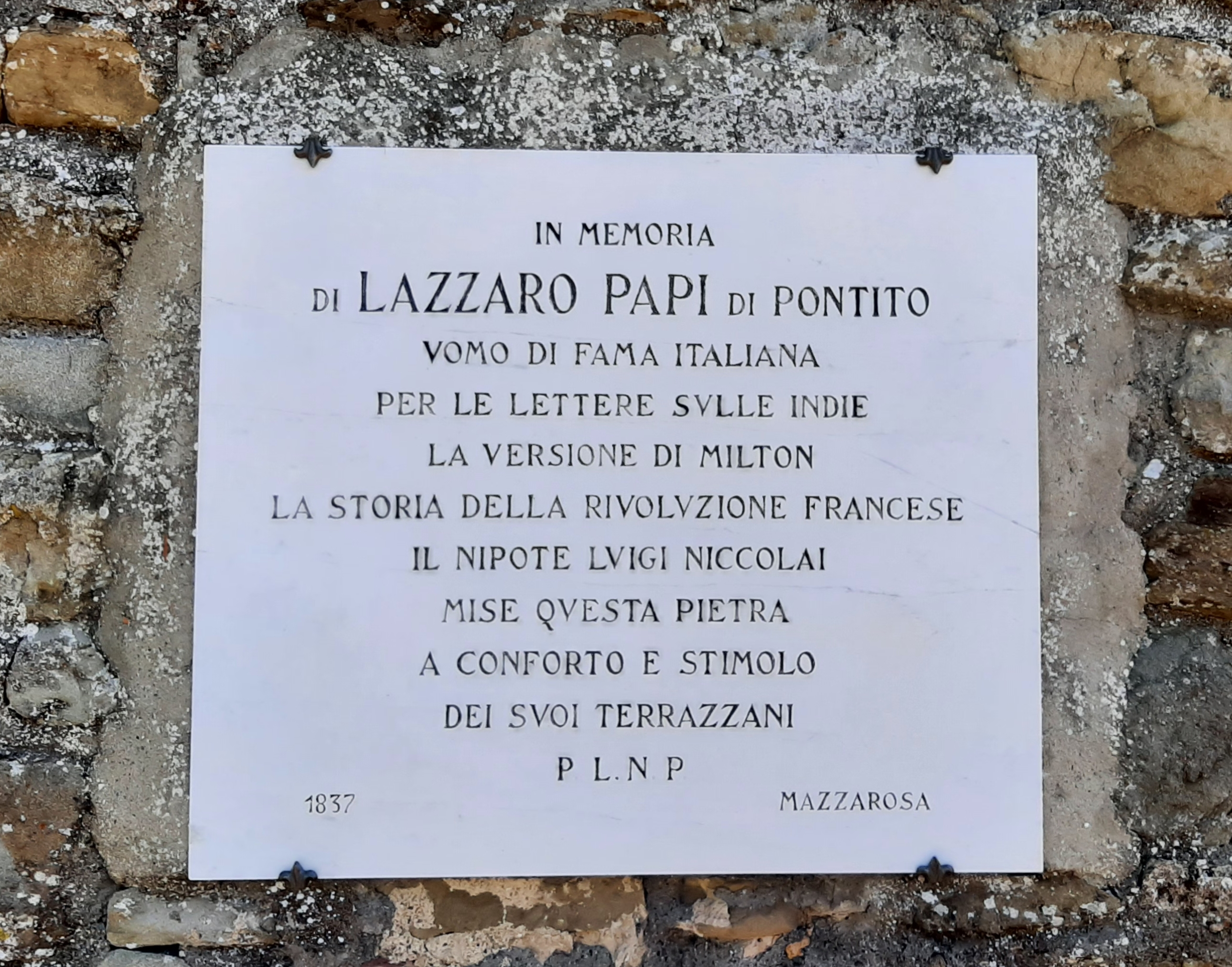
Pontito - Targa marmorea in memoria di Lazzaro Papi affisssa sulla sacrestia della chiesa dei Santi Andrea e Lucia

Sebbene Lazzaro Papi fosse nato nel 1763, possiamo ritenerlo come uno scrittore del XIX secolo, essendosi la sua attività letteraria svolta fra il 1802, con la pubblicazione delle Lettere sulle Indie Orientali e il 1834, anno della sua morte.
Lazzaro Papi nacque a Pontito, piccolo paese di montagna oggi in provincia di Pistoia (nel XVIII secolo territorio della Repubblica di Lucca), non molto lontano da Pescia. Studiò nel Seminario arcivescovile di Lucca, ma, abbandonatolo, si recò a Napoli, dove entrò nell'esercito napoletano.
Successivamente si adoperò come precettore, insegnando negli Stati pontifici, a Firenze e a Pisa. Quindi si dedicò alla medicina, ne seguì gli studi a Pisa e divenne medico. Lasciò poi Pisa per recarsi a Livorno, da dove s'imbarcò, il 7 aprile 1792, per Calcutta in qualità di medico della "Ferdinando III di Toscana", grazie al Montemerli, suo amico, capitano di quella nave.
E l'India descrisse nel libro Lettere sulle Indie orientali, mostrandone la gente con le sue divisioni sociali, i riti sacri e profani, la flora e la fauna.
Il rajah di Travancore, afflitto da gangrena, fu salvato dal Papi, che ottenne così la gratitudine del sovrano, divenendone medico di corte. Fu in amicizia con gli inglesi, che erano in guerra contro Tippo Sahib, e da essi ebbe il grado di tenente e gli fu affidata una compagnia di Lancieri del Bengala: nella guerra meritò la promozione a colonnello e il comando di quattromila lancieri.
In seguito tornò a Calcutta e si imbarcò per Bombay, dove rimase per molti mesi. Divenne consulente commerciale di una società britannica. Quindi si convinse a tornare in Italia; partì per l'Arabia e si fermò a Moha; da lì si spinse ad Alessandria d'Egitto. Il 18 ottobre 1802 giunse a Livorno, da dove ripartì per tornare a Lucca.
A Lucca ebbe importanti incarichi sia sotto il governo napoleonico, sia sotto il governo provvisorio degli Stati lucchesi, nonché durante il Ducato retto dai Borbone. Negli ultimi anni di vita fu letterato, bibliotecario reale e segretario della Reale Accademia Lucchese.
Riuscì a pubblicare i Commentari della Rivoluzione Francese, ma soltanto la seconda parte, fra il 1830 e il 1831; la prima parte (in cui si parla delle cause che portarono a tale rivoluzione) fu censurata e quindi stampata postuma - 1836. 
Tradusse in versi italiani il poema inglese Il paradiso perduto.
Nella basilica di San Frediano a Lucca si trova il suo monumento funebre, con l'epigrafe  scritta da Pietro Giordani: Lazzaro Papi – Colonnello per gli inglesi nel Bengala – poi lodato scrittore di versi e di storia – in tenue fortuna per molta prudenza e bontà – riverito ed amato – visse anni LXXI...
Nella piazza principale di Pontito (suo paese natale) si erge un monumento in suo onore. L'epigrafe, scritta dal conte Cesare Sardi, così recita: «A Lazzaro Papi - la terra di Pontito - con orgoglio di madre - pose questo ricordo il 5 settembre 1905».

## Opere
Oltre a Lettere sulle Indie orientali, scrisse  I Commentari della Rivoluzione francese (opera premiata dalla Accademia della Crusca - 1835), tradusse il Paradiso perduto di John Milton, il Manuale di Epitteto e numerosi carmi greci e latini.